# Beatrice Langley

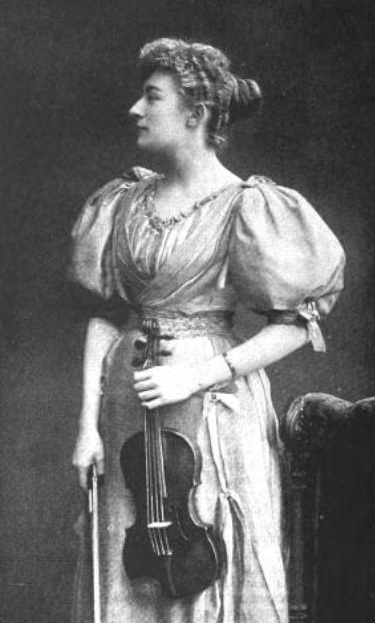

Beatrice Cordelia Langley (* 12. Januar 1872 in Chudleigh, Devonshire; † 11. Mai 1958 in Teignmouth) war eine englische Geigerin.
Langley war die Tochter von William Savage Langley, einem höheren Militär der Royal Artillery und Cordelia Catherine Mitchell. Sie hatte in ihrer Kindheit und Jugend privaten Violinunterricht bei Joseph Ludwig und August Wilhelmj in London. Möglicherweise studierte sie von 1903 bis 1906 an der Königlichen Hochschule für Musik bei Gabriele Wietrowetz, Karl Klingler und Joseph Joachim.
1882 hatte Langley ihren ersten öffentlichen Auftritt. In Dublin spielte sie die obligate Violinstimme in Gaetano Bragas Serenata. Auch aus den späteren 1880er Jahren sind vereinzelte Auftritte belegt. Im November 1893 debütierte sie in London im Chystal Palace mit Max Bruchs Erstem Violinkonzert sowie einem Capriccio von Niels Gade unter der Leitung von August Manns. Wenige Tage später spielte sie bei den London Symphony Concerts unter der Leitung von George Henschel Louis Spohrs Violinkonzert Nr. 9. Im Februar 1894 trat sie mit dem Imperial Institute Orchestra unter der Leitung von Alberto Randegger mit Felix Mendelssohn Bartholdys Violinkonzert e-Moll auf.
1895 trat Langley erstmals in einem Konzert der Sängerin Emma Albani in der Queen’s Hall auf (begleitet von der Pianistin Fanny Davies). Sie begleitete Albani in den Folgejahren bei mehreren Konzerttourneen durch England, die USA, Südafrika, Kanada, und Neufundland. Vor der Konzerttournee 1896 heiratete sie den Autor und Journalisten Bazil Tozer. Zu ihren weiteren musikalischen Partnern um die Jahrhundertwende zählten die Pianistin Agnes Zimmermann,  die Geigerin Alice Elieson, die Schwestern Louise und Jeanne Douste de Fortis, Adelina de Lara sowie Percy Grainger. In der Saison 1900/01 spielte sie bei den Promenade Concerts unter Henry Wood, 1905 gab sie in London die Uraufführung von William Bredts New Hungarian Melodies.
1906 gründete Langley mit Mathilde Verne die fast dreißig bestehende Konzertserie Thursday Twelve O’Clocks in der Londoner Æolian Hall. Daneben gründete sie mit der Cellistin May Mukle das Mukle-Langley-Quartet und trat auch in anderen kammermusikalischen Formationen auf. 1907 spielte sie in einem von der Presse als Mme. Beatrice Langley’s Quartet bezeichneten Ensemble mit Marjorie Hayward, Sybil Maturin und Adelina Leon; die Besetzung änderte sich später mehrfach. 1910 spielte sie mit Mukle und dem Komponisten das Streichquartett von Frank Bridge, 1916 mit Juliette Folville und Warwick Evans Maurice Ravels Klaviertrio a-Moll und 1919 mit Roger Quilter und Cedric Sharpe ein Klaviertrio von John Ireland.
Langley war auch im Umfeld der englischen Frauenbewegung aktiv. Sie trat 1909 mit einer English Ladies Orchestral Society auf und beteiligte sich 1911 mit einem eigenen Konzert mit Ethel Smyth an einem Entertainment Programme For Census Resisters der Woman Suffrage. Um 1920 erkrankte sie an Arthritis und musste ihre Laufbahn als Violinsolistin aufgeben. Nach Angaben ihrer Schwester Rosalind Langley gründete sie aber ein eigenes Streichorchester, das bis 1948 bestand und gab im Laienbereich Musikunterricht. Über beide Aktivitäten ist jedoch nichts Näheres bekannt.